# Oenanthe stenoloba
Oenanthe stenoloba är en flockblommig växtart som beskrevs av Philipp Johann Ferdinand Schur. Oenanthe stenoloba ingår i släktet stäkror, och familjen flockblommiga växter. Inga underarter finns listade i Catalogue of Life.